# Boy Kemper
Boy Kemper (Purmerend, 21 giugno 1999) è un calciatore olandese, difensore del NAC Breda.

## Caratteristiche tecniche
È un difensore centrale.

## Carriera

### Club
Cresciuto nel settore giovanile del Volendam, nel 2016 viene acquistato dall'Ajax che dopo due stagioni nella propria academy lo aggrega alla seconda squadra. Debutta fra i professionisti il 18 agosto 2017 giocando da titolare l'incontro vinto 2-1 contro il Cambuur e segna il suo primo gol un anno più tardi, nella trasferta vinta 5-2 contro il Dordrecht. Nel 2020 viene acquistato dall'ADO Den Haag, con cui debutta in Eredivisie il 13 settembre in occasione del match perso 2-0 contro l'Heracles Almelo.

### Nazionale
Ha giocato nella nazionale olandese Under-19.

## Statistiche
Statistiche aggiornate al 6 dicembre 2020.

### Presenze e reti nei club
| Stagione         | Squadra          | Campionato       | Campionato | Campionato | Coppe nazionali | Coppe nazionali | Coppe nazionali | Coppe continentali | Coppe continentali | Coppe continentali | Altre coppe | Altre coppe | Altre coppe | Totale | Totale | Totale |
| Stagione         | Squadra          | Comp             | Pres       | Reti       | Comp            | Pres            | Reti            | Comp               | Pres               | Reti               | Comp        | Pres        | Reti        | Pres   | Reti   |        |
| ---------------- | ---------------- | ---------------- | ---------- | ---------- | --------------- | --------------- | --------------- | ------------------ | ------------------ | ------------------ | ----------- | ----------- | ----------- | ------ | ------ | ------ |
| 2017-2018        | Jong Ajax        | 1D               | 4          | 0          |                 | -               | -               |                    | -                  | -                  |             | -           | -           | 4      | 0      |        |
| 2018-2019        | Jong Ajax        | 1D               | 17         | 0          |                 | -               | -               |                    | -                  | -                  |             | -           | -           | 17     | 0      |        |
| 2019-2020        | Jong Ajax        | 1D               | 20         | 1          |                 | -               | -               |                    | -                  | -                  |             | -           | -           | 20     | 1      |        |
| Totale Jong Ajax | Totale Jong Ajax | Totale Jong Ajax | 41         | 1          |                 | 0               | 0               |                    | -                  | -                  |             | -           | -           | 41     | 1      |        |
| 2020-2021        | ADO Den Haag     | ED               | 4          | 0          | CO              | 1               | 0               |                    | -                  | -                  |             | -           | -           | 4      | 0      |        |
| Totale carriera  | Totale carriera  | Totale carriera  | 45         | 1          |                 | 1               | 0               |                    | -                  | -                  |             | -           | -           | 46     | 1      |        |

## Palmarès
- Eerste Divisie: 1

Jong Ajax: 2017-2018